# Замок Гранах
Замок Гранах (англ. Granagh Castle, Granny Castle, ірл. Caisleán na Greannach) — замок Греннах, Гренні — один із замків Ірландії, розташований в графстві Кілкенні, на межі з графством Вотерфорд. Замок стоїть на березі річки Шур, біля селища Греннах. Замок вважається одним з наймальовничиших замків Ірландії, замок відкритий для відвідування туристами. Замок нині лежить в руїнах.

## Історія замку Гранах
Замок Гранах був побудований в ХІІІ столітті англо-норманськими феодалом Ле Пер для захисту своїх володінь від ірландських кланів, які намагалися відвоювати свої землі. Будівництво замку датують 1290 роком. Ле Пер був нащадком норманських лицарів, які завоювали Ірландію в 1169 році. Король Англії з недовірою поставився до баронів Ле Пер, логічно розуміючи, що вони хочуть бути вільними від влади короля Англії. Юстас ФітцАрнольд Ле Пер був звинувачений у «державній зраді» і втратив голову на ешафоті. Замок і землі були конфісковані короною Англії. У 1375 році король Англії Едвард ІІІ дарував цей замок і навколишні землі Джеймсу Батлеру — ІІ графу Ормонд. Нащадкам Джеймса Баталера цей замок належав до 1650 року. У 1641 році спалахнуло повстання за незалежність Ірландії. Господарі замку підтримали повстання і над замку замайорів прапор Ірландської конфедерації. У 1650 році війська Олівера Кромвеля штурмували замок. Загонами армії Кромвеля командував полковник Акстель, що був безпосередньо причетний до страти короля Англії Карла І. Замок і землі були конфісковані у володарів замку. Замок був досить сильно зруйнований.
Замок був квадратним у плані з циліндричними кутовими вежами, неодноразово перебудовувався, але частина замку лишилася такою, якою вона була збудована в ХІІІ столітті. У XIV столітті графи Ормонд в замку добудували нову велику вежу в північному куті замку. Нині замок лежить в руїнах. Збереглися цікаві скульптурні утвори, які прикрашали стіни замку, у тому числі скульптурне зображення ангела у вигляді рельєфу. Збереглися герби графів Ормонд та графині Маргарет — великої графині Ормонд, що теж володіла цим замом у 1501 році. Зберіглася арка, на якій згідно легенди повісили повстанців, що воювали за незалежність Ірландії. Зберіглося зображення архангела Михаїла та зображення терезів правосуддя.
У 1837 році Левіс писав, що «…замок Гранні або Грандісон є одним з найвеличніших замків Ірландії, замок був резиденцією Маргарет ФітцДжеральд — великої графині Ормонд, що була жінкою великого таланту, що збудувала замки Баллін та Кукілл, в архітектурі яких звучать мінорні ноти…»
Замок довгий час руйнували місцеві жителі, які використовували камінь замку для будівництва свої будинків. У 1824 році власником замку був Джордж Рош з Лімеріку. Він проводив ремонт замку, але так його і не завершив. У 1925 році місцева рада почала ремонт замку, але теж не завершила його.